# یواس‌اس ال‌اس‌ام-۱۱۵
یواس‌اس ال‌اس‌ام-۱۱۵ (به انگلیسی: USS LSM-115) یک کشتی است که طول آن ۲۰۳ فوت ۶ اینچ (۶۲٫۰۳ متر) می‌باشد.